# Tejano-Musik
Tejano-Musik, auch als Tex-Mex-Musik bekannt, ist ein Musikgenre, das mexikanische und US-amerikanische Einflüsse miteinander verbindet. Mit einer Geschichte, die bis ins späte 19. Jahrhundert zurückreicht, hat sich Tejano zu einem wichtigen kulturellen Ausdruck der mexikanisch-amerikanischen Gemeinschaft in Texas entwickelt.
Das Genre zeichnet sich durch den Einsatz von Akkordeon und Gitarre sowie durch seine Mischung aus traditionellen mexikanischen Gesangsstilen mit tschechischen und deutschen Tanzrhythmen, insbesondere Polka und Walzer, aus.

## Ursprünge und Geschichte
Die Ursprünge der Tejano-Musik liegen im kulturellen Austausch zwischen mexikanischen Einwohnern und europäischen Einwanderern in Texas im späten 19. und frühen 20. Jahrhundert. Europäer aus Deutschland (zunächst während der spanischen Herrschaft und in den 1830er Jahren), Polen und der heutigen Tschechischen Republik brachten bei ihrer Einwanderung nach Texas und Mexiko ihre Musiktraditionen mit, darunter das Akkordeon sowie Polka- und Walzerrhythmen.
Die Entwicklung der frühen Tejano-Musik wurde maßgeblich durch die Verschmelzung traditioneller Formen wie Corrido und Mariachi mit kontinentaleuropäischen Stilen geprägt, die Ende des 19. Jahrhunderts von deutschen, polnischen und tschechischen Siedlern eingeführt wurden. Insbesondere das Akkordeon wurde um die Wende zum 20. Jahrhundert von Tejano-Volksmusikern übernommen und entwickelte sich zu einem zentralen Instrument der entstehenden Musikrichtung.
Die mexikanische Revolution (1910–1917) spielte eine entscheidende Rolle in der Verbreitung dieser Musikform, da viele Europäer gezwungen waren, aus Mexiko nach Südtexas zu fliehen, was ihren musikalischen Einfluss auf die Tejanos verstärkte. Die einzige Unterhaltung für die hauptsächlich in der Landwirtschaft tätigen Tejanos waren damals die gelegentlich durchreisenden Musiker, die zu den Ranches und Farmen kamen. Ihre grundlegenden Instrumente waren Flöte, Gitarre und Trommel, und sie sangen Lieder, die über Generationen weitergegeben wurden und ursprünglich in Mexiko gesungen wurden.

## Musikalische Merkmale

### Instrumente und Sound
Im Zentrum der traditionellen Tejano-Musik stehen das Akkordeon und die Gitarre, insbesondere der Bajo Sexto (eine mexikanische zwölfsaitige Bassgitarre). Diese Instrumentenkombination bildet das Herzstück des charakteristischen Klangs. Mit der Zeit wurden moderne Elemente wie elektrische Gitarren, Synthesizer und Schlagzeug integriert, was zur Entwicklung eines zeitgemäßeren Sounds beitrug.

### Stilistische Einflüsse
Tejano-Musik vereint verschiedene stilistische Einflüsse, darunter vor allem mexikanische Volksmusik mit ihren traditionellen Corridos, sowie deutsche und tschechische Polka.
Neben Walzer-Rhythmen wurden auch Blues und R&B-Elemente sowie Elemente der Country-Musik übernommen. Mit der Zeit fanden auch Rock-Einflüsse in moderneren Interpretationen Einzug.

## Entwicklung und Subgenres

### Frühe Aufnahmen und Verbreitung

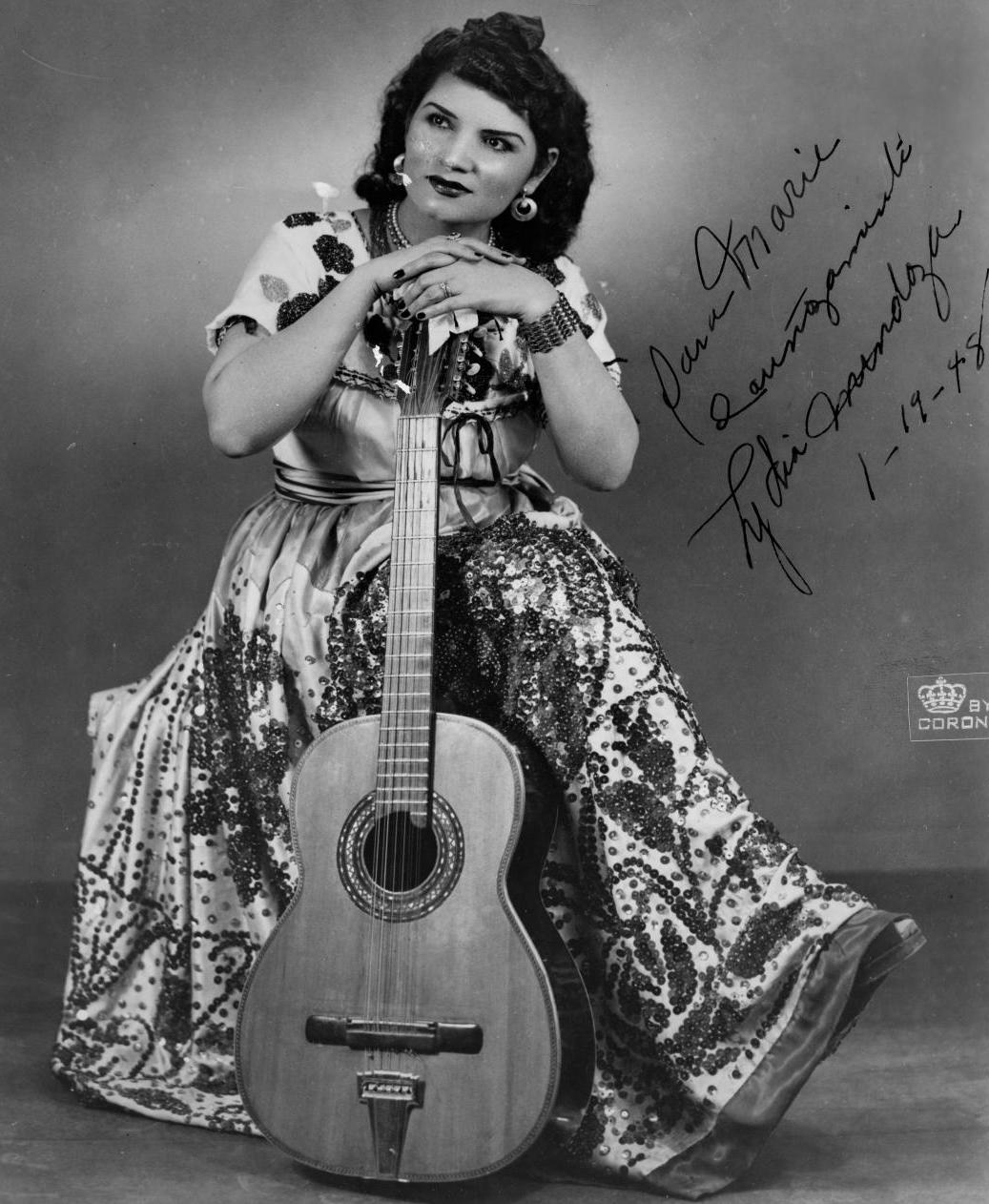
Die Musikerin Lydia Mendoza war sechs Jahrzehnte künstlerisch tätig und veröffentlichte ab den 1930ern erste Tejano-Platten

Die erste Aufnahme von Tejano-Musik wird Narciso Martinez zugeschrieben, der in den 1930er Jahren als erster Tejano-Musik aufnahm und als Vater der Conjunto-Musik gilt. Er definierte die Rolle des Akkordeons in der Conjunto-Musik und legte damit den Grundstein für die spätere Entwicklung des Genres.
Nach dem Zweiten Weltkrieg teilte sich die Tejano-Musik in verschiedene Stilrichtungen.

### Conjunto
Diese Stilrichtung wurde besonders in Südtexas bei der Arbeiterklasse beliebt. Conjunto-Musik, geprägt von Künstlern wie Santiago Jimenez und seinem Sohn Flaco Jimenez, zeichnet sich durch einen stärkeren Fokus auf das Akkordeon und traditionellere Elemente aus.

### Orquestas
Der andere Zweig der Tejano-Musik waren die Orquestas, angeführt von Künstlern wie Beto Villa, Isidro Lopez und Oscar Martinez. Diese kleinen Bands, die bei Festen und Zusammenkünften in ganz Südtexas auftraten, bestanden aus Musikern, die Akkordeon, Flöte, Gitarre und Schlagzeug spielten.

### Moderne Tejano-Musik
In den 1960er und 1970er Jahren brachten Künstler wie Little Joe Hernandez und Ruben Ramos neue Energie und einen moderneren Sound in die Tejano-Musik. Diese Ära sah die Fusion von Tejano mit anderen Genres wie Rock und Blues, was eine vielfältige und dynamische musikalische Landschaft schuf.
Die 1980er Jahre markierten einen Wendepunkt für die Tejano-Musik, als große Plattenlabels wie Sony, BMG und EMI Latin begannen, Tejano-Künstler unter Vertrag zu nehmen, wodurch die Musik ein breiteres Publikum erreichte.

## Der Aufstieg zum Mainstream
In den späten 1980er und 1990er Jahren erlebte die Tejano-Musik einen großen Popularitätsschub, vor allem durch den explosiven Erfolg von Künstlern wie Selena Quintanilla (die oft als „Die Königin des Tejano“ bezeichnet wird), La Mafia, Mazz, Emilio Navaira und anderen.
Besonders Selena trug maßgeblich dazu bei, Tejano-Musik einem Mainstream-Publikum zugänglich zu machen. Ihr Album "Live!" gewann 1993 den Grammy für das beste mexikanisch-amerikanische Album, was sie zur ersten weiblichen Tejano-Künstlerin machte, die bei den Grammy Awards ausgezeichnet wurde. Nach ihrem tragischen Tod 1995 erreichte ihr posthum veröffentlichtes Album Dreaming Of You Platz 1 der US-Charts und wurde mit 3× Diamant (35× Platin) ausgezeichnet – ein beispielloser Erfolg für eine spanischsprachige Künstlerin.
Auch in der modernen Musiklandschaft bleibt Tejano ein einflussreiches Genre. Zeitgenössische Künstler wie Cigarettes After Sex beziehen sich explizit auf Tejano-Einflüsse in ihrer Musik.

### Tejano Music Awards
Um die wachsende Bedeutung des Genres zu würdigen, wurden 1981 die Tejano Music Awards ins Leben gerufen. Die frühen Jahre der Veranstaltung ehrten Künstler wie Roberto Pulido, Jimmy Edward, La Mafia, Lisa Lopez und ab 1986 auch die Newcomerin Selena Quintanilla. In späteren Jahren dominierten Namen wie Ram Herrera, David Marez und Joe Lopez die Auszeichnungen.

## Kulturelle Bedeutung

### Identität und kulturelles Erbe
Tejano-Musik spielt eine wichtige Rolle für die kulturelle Identität der mexikanisch-amerikanischen Gemeinschaft in Texas. In den rassistisch geprägten Zeiten des 19. und 20. Jahrhunderts war Tejano-Musik ein Weg, die mexikanisch-amerikanische Identität zu bewahren und zu feiern.
Die Musik repräsentiert die Verbindung zweier Kulturen und zeigt, wie mexikanisch-amerikanische Menschen ihre Wurzeln bewahren konnten, während sie sich in die amerikanische Gesellschaft integrierten. Selena Quintanilla verkörperte als in den USA geborene Sängerin, die ursprünglich kein Spanisch sprach, aber auf Spanisch sang, diese kulturelle Brücke besonders eindrucksvoll.

### Regionale Bedeutung
Tejano-Musik ist besonders in Zentral- und Südtexas sowie im Nordosten Mexikos verbreitet und wird oft mit der Chicano-Kultur in Verbindung gebracht. San Antonio wurde in den 1980er Jahren als die Tejano-Hauptstadt der Welt bezeichnet, was die regionale Verankerung dieser Musikrichtung unterstreicht.

## Bedeutende Tex-Mex-Musiker
- Flaco Jiménez
- Selena Quintanilla-Pérez
- Sir Douglas Quintet
- Tony „Ham“ Guerrero
- Sam the Sham & the Pharaohs
- The Champs
- Texas Tornados
- Joe King Carrasco
- Ritchie Valens
- Chris Montez
- Los Lobos
- The Mavericks
- Del Castillo
- Calexico